# Station Blankenberg (Sieg)
Station Blankenberg (Sieg) (Duits: Bahnhof Blankenberg (Sieg)) is een S-Bahnstation in het stadsdeel Blankenberg van de Duitse plaats Hennef (Sieg). Het station ligt aan de spoorlijn Keulen - Gießen.

## Treinverbindingen
| Serie | Treinsoort            | Route | Bijzonderheden                                                                                          |
| ----- | --------------------- | --- | --- |
| S 12  | S-Bahn (DB Regio NRW) | Horrem – Köln-Ehrenfeld – Köln Hbf – Porz-Wahn – Troisdorf – Siegburg/Bonn – Hennef (Sieg) – Blankenberg (Sieg) – Eitorf – Au (Sieg)                                    | Dienstregeling S12 geldig vanaf 10-12-2023                                                              |
| S 19  | S-Bahn (DB Regio NRW) | (Aachen Hbf – ) Düren – Horrem – Köln-Ehrenfeld – Köln Hbf – Köln/Bonn Luchthaven – Troisdorf – Siegburg/Bonn – Hennef (Sieg) – Blankenberg (Sieg) – Eitorf – Au (Sieg) | Rijdt alleen twee keer per nacht tussen Aachen Hbf en Düren. Dienstregeling S19 geldig vanaf 10-12-2023 |

0,0: Köln Messe/Deutz ·
Köln Trimbornstraße ·
2,4: Köln-Kalk ·
Köln Airport-Businesspark ·
7,2: Porz-Gremberghoven ·
Köln Steinstraße ·
9,6: Porz (Rhein) ·
12,4: Porz-Wahn ·
16,9: Spich ·
19,7: Troisdorf ·
24,3: Siegburg/Bonn ·
30,8: Hennef (Sieg) ·
32,7: Hennef im Siegbogen ·
35,3: Blankenberg (Sieg) ·
38,4: Merten (Sieg) ·
43,0: Eitorf ·
49,8: Herchen ·
55,0: Dattenfeld (Sieg) ·
58,3: Schladern (Sieg) ·
60,1: Rosbach (Sieg) ·
64,8: Au (Sieg) ·
66,5: Opperzau ·
67,3: Etzbach ·
71,3: Wissen (Sieg) ·
73,3: Kleehahn ·
75,3: Niederhövels ·
79,7: Scheuerfeld (Sieg) ·
83,0: Betzdorf (Sieg) ·
84,7: Grünebacherhütte ·
85,7: Grünebach Ort ·
86,9: Sassenroth ·
88,0: Königsstollen ·
90,1: Herdorf ·
91,5: Struthütten ·
92,9: Altenseelbach ·
93,9: Neunkirchen (Siegen) ·
95,4: Zeppenfeld ·
96,8: Wiederstein ·
98,9: Wahlbach (Siegen) ·
100,9: Burbach (Siegen) ·
104,7: Würgendorf Ort ·
105,9: Würgendorf ·
109,0: Holzhausen (Siegen) ·
111,3: Niederdresselndorf ·
116,3: Allendorf (Dillkreis) ·
117,3: Haiger Obertor ·
119,3: Haiger ·
121,4: Sechshelden ·
125,0: Dillenburg ·
127,1: Niederscheld (Dillkreis) ·
129,0: Burg (Dillkreis) ·
130,8: Herborn (Dillkreis) ·
135,0: Sinn ·
137,1: Edingen (Wetzlar) ·
139,4: Katzenfurt ·
143,5: Ehringshausen (Wetzlar) ·
146,0: Werdorf ·
149,4: Aßlar ·
153,4: Wetzlar ·
160,6: Dutenhofen ·
166,0: Gießen
Düren ·
Merzenich ·
Buir ·
Sindorf ·
Horrem ·
Frechen-Königsdorf ·
Köln-Weiden West ·
Köln-Lövenich ·
Köln-Müngersdorf Technologiepark ·
Köln-Ehrenfeld ·
Köln Hansaring ·
Köln Hbf ·
Köln Messe/Deutz ·
Köln Trimbornstr ·
Köln Airport Businesspark ·
Köln Steinstraße ·
Porz (Rhein) ·
Porz-Wahn ·
Spich ·
Troisdorf ·
Siegburg/Bonn ·
Hennef (Sieg) ·
Hennef im Siegbogen ·
Blankenberg (Sieg) ·
Merten (Sieg) ·
Eitorf ·
Herchen ·
Dattenfeld ·
Schladern (Sieg) ·
Rosbach (Sieg) ·
Au (Sieg)